# The Black Album (альбом The Damned)
The Black Album — четвёртый (двойной) студийный альбом британской панк-группы The Damned, записанный группой в мае-июле 1980 года в студиях Rockfield (Монмут, Уэльс) и Shepperton Studios (Шеппертон) и выпущенный лейблом Chiswick в октябре 1980 года. Диск стал первым, в записи которого принял участие бас-гитарист Пол Грей.

## Об альбоме
Всю третью сторону альбома занимает один трек, «Curtain Call», на четвёртой представлены «живые» записи, сделанные для фэн-клуба группы в Шеппертоне.
29 ноября 1980 года альбом поднялся до #29 в UK Albums Chart. Сингл из альбома «Love Song» поднялся до #20 в UK Singles Chart, став первым хитом группы.

## Список композиций

### Сторона 1
1. «Wait for the Blackout» — 3:57 *
2. «Lively Arts» — 2:59
3. «Silly Kids Games» — 2:35
4. «Drinking About My Baby» — 3:04
5. «Twisted Nerve» — 4:39
6. «Hit or Miss» — 2:37

Авторы всех песен: Рэт Скэбис, Кэптен Сенсибл, Пол Грей, Дэйв Вэниан, за исключением:
- — Скэбис, Сенсибл, Грей, Билли Карлофф

† — Скэбис, Сенсибл, Грей, Вэниан, Джованни Дадомо

### Сторона 2
1. «Dr Jekyll & Mr Hyde» — 4:35 †
2. «Sick of This and That» — 1:50
3. «The History of the World Part 1» — 3:45
4. «13th Floor Vendetta» — 5:05
5. «Therapy» — 6:12

### Сторона 3
1. «Curtain Call» — 17:13

### Сторона 4
1. «Love Song» [Live] — 2:10
2. «Second Time Around» [Live] — 1:46
3. «Smash It Up (Parts 1 & 2)» [Live] — 4:24
4. «New Rose» [Live] — 1:49 ‡
5. «I Just Can’t Be Happy Today» [Live] — 3:55 (*)
6. «Plan 9 Channel 7» [Live] — 5:12

Авторы всех песен — Скэбис, Сенсибл, Вэниан, Элджи Уорд, за исключением -
(*) — Скэбис/Сенсибл/Вэниан/Уорд/Дадомо,
‡ Брайан Джеймс

## Deluxe Edition (бонус-CD)
1. «Love Song» [Live] — 2:10
2. «Second Time Around» [Live] — 1:46
3. «Smash It Up (Parts 1 & 2)» [Live] — 4:24
4. «New Rose» [Live] — 1:49
5. «I Just Can’t Be Happy Today» [Live] — 3:55
6. «Plan 9 Channel 7» [Live] — 5:12
7. «White Rabbit» — 3:00
8. «Rabid (Over You)» — 3:44
9. «Seagulls» — 2:36
10. «The History of the World (Part 1)» [Single Version] — 3:48
11. «I Believe the Impossible» — 2:54
12. «Sugar and Spite» — 1:30
13. «There Ain’t No Sanity Clause» — 2:29
14. «Looking At You» [Live] — 5:51
15. «White Rabbit» [Extended Version — Original Mix] — 5:24

## Участники записи
- Dave Vanian — вокал
- Captain Sensible — гитара, вокал
- Paul Gray — бас-гитара
- Rat Scabies — ударные